# Fatal Bazooka
Fatal Bazooka is een fictieve Franse rapper uit Savoie, die wordt neergezet door de Franse komiek Michaël Youn. In Frankrijk bereikte Fatal tot driemaal toe een nummer-1-notering in de hitlijsten, waaronder met het nummer "Fous ta cagoule", dat uitgroeide tot de winterhit van Frankrijk eind 2006. In 2010 verscheen een film over de populaire rapper Fatal Bazooka, getiteld Fatal.

## Biografie
Fatal Bazooka brak door in 2003 toen de groep regelmatig te zien was bij "Morning Live", een Frans tv-programma. Fatal Bazooka was een parodie op verschillende artiesten en groepen die zich bezighielden met Hiphop. Drie jaar later verscheen hun eerste single "Fous ta cagoule", dat eind 2006 in de platenzaken te vinden was. In het nummer werden verschillende rappers, waaronder Booba en Joey Starr, geïmiteerd. Het nummer werd regelmatig gedraaid en stond in januari 2007 op de nummer 1-positie in de Franse hitparades. Het groeide uit tot de winterhit van Frankrijk.
In samenwerking met Vitoo werd in februari een nieuwe single uitgebracht, genaamd "Mauvaise foi nocturne". Het nummer is een parodie op het nummer "Confessions Nocturnes" van de bekende Franse rapster Diam's en zangeres Vitaa.

## Discografie

### Singles
| Single met hitnotering(en) in de Vlaamse Ultratop 50 | Datum van verschijnen | Datum van binnenkomst | Hoogste positie | Aantal weken | Opmerkingen                   |
| ---------------------------------------------------- | --------------------- | --------------------- | --------------- | ------------ | ----------------------------- |
| Fous ta cagoule                                      | 2006                  | -                     | -               | -            | Met Profanation Fonky         |
| Mauvaise foi nocturne                                | 2007                  | -                     | -               | -            | Met Vitoo                     |
| J'aime trop ton boule                                | 2007                  | -                     | -               | -            |                               |
| Trankillement                                        | 2007                  | -                     | -               | -            |                               |
| Parle à ma main                                      | 2007                  | -                     | -               | -            | Met Yelle                     |
| C'est Une Pute                                       | 2008                  | -                     | -               | -            |                               |
| Ce Matin Va être Une Pure Soirée                     | 2010                  | -                     | -               | -            | Met Big Ali, Pzk en Dogg Soso |

### Albums
| Album met hitnotering(en) in de Vlaamse Ultratop 200 albums | Datum van verschijnen | Datum van binnenkomst | Hoogste positie | Aantal weken | Opmerkingen         |
| ----------------------------------------------------------- | --------------------- | --------------------- | --------------- | ------------ | ------------------- |
| T'as vu?                                                    | 2007                  | -                     | -               | -            |                     |
| Fatal (Soundtrack)                                          | 2010                  | -                     | -               | -            | Soundtrack van film |

## Trivia
- Tijdens de kerst in 2006, hebben brandweerlieden een videoclip uitgebracht als parodie op "Fous ta cagoule". De clip werd geschoten in hun vaste wijk, terwijl de chef niet aanwezig was. Het nummer "Fou ta cagoule" van de "Pompier Fatal SSA" werd verspreid op het internet. In de politiek werd de brandweer bekritiseerd wegens het misbruik maken van de status van haar uniform.
- De rapgroep Posse 33 reageerde met een diss (genaamd "J'fous ma cagoule") op de hit van Fatal Bazooka, omdat zij claimden dat Fatal Bazooka rap uit het departement Savoie belachelijk zou maken. In het nummer waren bedreigingen te horen aan het adres van Michaël Youn.